# Ihr großes Geheimnis
Ihr großes Geheimnis ist ein deutsches Stummfilmmelodram aus dem Jahre 1918 von Joe May mit seiner Gattin Mia May in der Hauptrolle. 

## Handlung
Deutschland vor 1914: Die russische Fürsten Tatjana Korinska reist eines Tages aus ihrer Heimat inkognito nach Heidelberg, weil sie an der dortigen, renommierten Universität Medizin studieren will. Vor Ort begegnet sie dem armen Studiosus Helmut Karsten. Beide verlieben sich ineinander, und weil Tatjana das Schicksal Helmuts am Herzen liegt und sie über ein beträchtliches Vermögen verfügt, lässt sie ihm heimlich eine ordentliche Geldsumme zukommen. 
Helmut ahnt weder, wer „seine“ Tatjana wirklich ist noch weiß er von ihrem Vermögen. Nach einer Weile rufen dynastische Verpflichtungen Tatjana zurück nach Russland, wo sie ihren Regierungsgeschäften nachkommen muss. Als ihr Vater, der regierende Fürst, stirbt, ist Tatjana frei in ihren Entscheidungen, und sie entschließt, an den Ort ihres größten Glücks, nach Heidelberg zurückzukehren. Dort muss sie feststellen, dass Helmut nicht auf sie gewartet, sondern inzwischen geheiratet hat. Gramerfüllt kehrt Fürstin Tatjana nach Russland heim.
Die Jahre ziehen ins Land, und Deutschland und Russland befinden sich seit August 1914 im Kriegszustand. Die deutschen Truppen Kaiser Wilhelms I. sind tief ins russische Hinterland vorgerückt, wo Helmut als Offizier seinen Dienst tut. Dessen junge Gattin Klärchen versorgt als Krankenschwester die Verwundeten. In dem zum Lazarett umfunktionierten russischen Schloss Tatjanas, wo das junge Ehepaar stationiert ist, kommt es eines Tages zu einem schweren Brand. Todesmutig rettet Helmut seine Gattin aus den Flammen, kommt aber selbst dabei ums Leben. Fürstin Tatjana, die dies mit ansehen muss, bricht nun endgültig zusammen. Sie hat zum zweiten Mal, und diesmal endgültig, ihre große Liebe verloren. 

## Produktionsnotizen
Ihr großes Geheimnis entstand im Frühjahr 1918, passierte im Juni desselben Jahres die Filmzensur und wurde mit Jugendverbot belegt. Die deutsche Erstaufführung des Vierakters mit einer Länge von 1408 Metern erfolgte am 10. Oktober 1918 in Berlin am Union-Theater Kurfürstendamm, in Wien war der Streifen, der hier eine Länge von etwa 1530 Meter besaß, bereits sechs Tage vorher zu sehen.

## Kritiken
Die Neue Kino-Rundschau lobte überschwänglich: „Die Individualität eines Künstlers, einer Künstlerin, offenbart sich dann am stärksten, wenn die persönliche Note an dem Kunstwerk in die Erscheinung tritt. Mia May hat sich selbst den Stoff zu diesem Stück erdacht, sie hat dem Bilde Leben verliehen und, dank der vortrefflichen Regiekunst ihres Gatten, auch die anderen handelnden Personen zu lebenswahrer Gestaltung geführt. Die Handlung ist klug aufgebaut; von der Einleitung in steter Steigerung hinauf, bis zu dem wuchtig einsetzenden vierten Akt mit kriegerischen Geschehnissen und dem tragischen Schluß der schmerzvollen Entsagung … Johannes Riemann … wächst allmählich in die Aufgabe eines Filmdarstellers immer mehr hinein, so daß noch weitere schöne Leistungen von ihm zu erwarten sind. Käthe Haack, wie immer, geschmackvoll und bescheiden, das Ensemble bis ins kleinste eingespielt. Die Photographie tadellos.“
Die Villacher Zeitung schwelgte in blumigen Worten: „Im Bilde offenbart sich uns das Tagebuch der Fürstin Tatjana Korinska, hierin ein Stück ihres Lebensschicksals aufrollend, und uns Einblick gestattend in ein an geadelter Liebe, tiefer Leidenschaft und pflichtgemäßer Entsagung reiches Innenleben. Wir fühlen die Herzensqual mit, die auch einer Fürstin nicht erspart bleibt, wenn des Schicksals Tücke ihr grausam den Weg zu irdischem Glücke verrammelt. Trotz einer Ueberfülle von Reichtum muß die Seele einsam und freudlos an ener glücklichen Zukunft verzweifeln. Mia May versteht es diesen innerlichen Konflikt meisterhaft zu lösen und verleiht durch ihre reizende Gestalt auch äußerlich der Heldin den nötigen Nimbus. Der Aufbau der Szenen ist einwandfrei und ziert den sehenswerten Film auch eine Reihe wundervoller Bildaufnahmen.“